# Списък на българските писмени произведения по години
Списъкът на българските писмени произведения по години има за цел да обедини времево всички български писмени произведения, ръкописни и печатни, от възникването на българската писменост до Освобождението от османска власт през 1878 г.

## Същинско/Развито Средновековие

### XI в.
- Зографски листове

## Късно Средновековие

### 1335-1345
- Манасиева летопис

### 1337
- Софийски песнивец, псалтир, 317 пергаментни листа

### 1345
- Ловчански сборник (Попфилипов сборник), по поръчение на царя на българи и гърци Йоан Александър

### 1348
- Лаврентиев сборник

### 1353
- Лесновски паренесис

### 1355
- Четвероевангелие на цар Иван Александър

### 1493-1495
- Молитвеник, отпечатан в Цетине, от иеромонах Макарий

### 1494
- Ободски Октоих, отпечатан в Цетине

### 1495
- Псалтир на йеромонах Макарий, отпечатан в Цетине

## Възраждане

### XVI-XVII в.
- Тулчански препис на Манасиевата летопис, която е превод на Световната летопис на Константин Манасий
- Дамаскин от края на XVII в., който се съхранява във фонда на Народната библиотека „Иван Вазов“ в Пловдив.[1]

### 1508
- Литургия, отпечатана в Търговище, Влашко, на среднобългарски език

### 1510
- Октоих, отпечатана във Влашко, среднобългарски език

### 1512
- Търговищко четириевангелие, печатна книга, отпечатана в столицата Търговище на Влашко по поръчение на Йоан Бесараб, среднобългарски език

### 1566
- „Часословец“, печатна книга от Явор Крайков

### 1569
- „Псалтир“, печатна книга, издадена от Яков Крайков заедно с Йероним Загурович от Котор, 274 листа.

### 1570
- „Молитвеник“, печатна книга, издадена от Яков Крайков заедно с Йероним Загурович от Котор, 281 листа.

### 1572
- Различни потреби, сборник от Яков Крайков

### 1579
- Кокалянско баговестие на българския книговезник и писар Йоан Кратовски от 1579 г.

### 1651
- Абагар от Филип Станиславов

### 1674
- Аврамов сборник от Аврам Димитриевич, от Ловешко, с основна дейност в Сопот

### 1745
- Троянски дамаскин[2]

### 1839
- „Служение еврейско и все злотворение нихно“ от монаха Неофит в превод на Георги Самуркашев и Нешо Бойкикев